# Montmelon

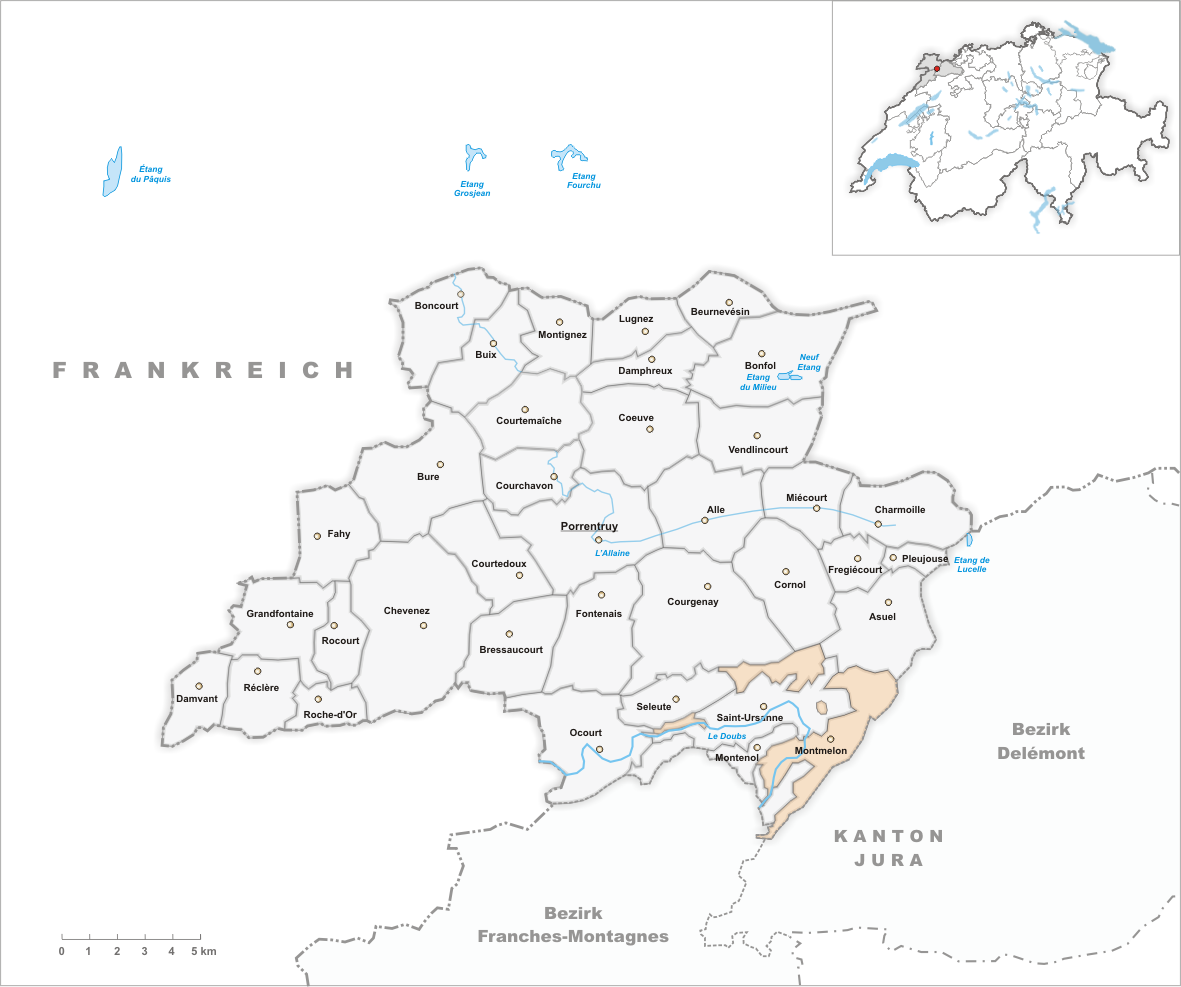
Gemeindestand vor der Fusion am 1. Januar 2009

Montmelon (frz. [mɔ̃məlɔ̃], im einheimischen Dialekt [(ɛ) mɶ̃bəˈlɶ̃]) ist ein Dorf und war eine politische Gemeinde im Distrikt Porrentruy des Schweizer Kantons Jura, deren unzusammenhängendes Gebiet mehrere kleine Siedlungen umfasste.

## Geographie

Luftbild von Werner Friedli von 1957

Montmelon liegt auf 594 m ü. M., elf Kilometer südöstlich des Bezirkshauptorts Porrentruy (Luftlinie). Das kleine Bauerndorf erstreckt sich am Westhang der Jurakette des Mont Russelin, rund 150 m über dem Talboden des Doubs, südöstlich von Saint-Ursanne.
Die Fläche des 12,0 km² grossen, weitverzweigten ehemaligen Gemeindegebiets umfasst Abschnitte des tief eingeschnittenen Doubstals im Clos du Doubs, dem grossen Flussbogen bei Saint-Ursanne. Im Westen reichte das Gebiet an den Hang von Chêtelat. Im Osten verlief die Grenze meist auf dem Kamm des Mont Russelin, der das Doubstal vom Delsberger Becken trennt. Auf dem zum Mont Russelin gehörenden Ordon befindet sich mit 951 m ü. M. der höchste Punkt von Montmelon. Zur Gemeinde gehörten ferner drei Exklaven: Eine erstreckt sich auf dem Kamm der Lomontkette (bis 933 m ü. M.) nördlich von Saint-Ursanne und östlich des Passübergangs Sur la Croix (269,4 ha), die zweite lag im Doubstal unterhalb der Gemeinde Seleute (43,2 ha) und die kleinste umfasste den Hof Sévai (12,9 ha) mit dem umliegenden Weideland an der Mont-Russelin-Kette. Von der Gemeindefläche entfielen 1997 2 % auf Siedlungen, 43 % auf Wald und Gehölze, 54 % auf Landwirtschaft, und ungefähr 1 % war unproduktives Land.
Montmelon bestand aus den Weilern Montmelon-Dessus ([(ɛ) mɔ̃məlɶ̃ ʤy], 594 m ü. M.) und Montmelon-Dessous ([(ɛ) mɔ̃məlɶ̃ dːo], 490 m ü. M.), beide am östlichen Talhang des Doubs, Ravines (510 m ü. M.) auf einer Terrasse links des Doubs sowie Outremont (757 m ü. M.) am Südhang der Lomont- oder Mont-Terri-Kette oberhalb von Saint-Ursanne. Ferner gehörten zahlreiche Einzelhöfe zu Montmelon. Nachbargemeinden von Montmelon waren Asuel, Saint-Ursanne, Montenol, Epauvillers, Saint-Brais, Glovelier, Boécourt, Cornol, Courgenay, Seleute und Ocourt.

## Bevölkerung
Mit 101 Einwohnern (Ende 2007) gehört Montmelon zu den kleinsten Gemeinden des Kantons Jura. Von den Bewohnern sind 77,2 % französischsprachig, 21,7 % deutschsprachig und 1,1 % englischsprachig (Stand 2000). Die Bevölkerungszahl von Montmelon belief sich 1850 auf 246 Einwohner, 1900 auf 212 Einwohner. Infolge starker Abwanderung wurde seither ein weiterer Rückgang um rund 50 % verzeichnet.

## Wirtschaft
Montmelon ist ein durch die Landwirtschaft geprägtes Dorf, wobei die Viehzucht und die Milchwirtschaft überwiegen, daneben gibt es auch Obstbau. Der Ort bietet nur wenige Arbeitsplätze ausserhalb des primären Sektors. Diejenigen Erwerbstätigen, die nicht in der Landwirtschaft tätig sind, arbeiten hauptsächlich im Talort Saint-Ursanne.

## Verkehr
Montmelon ist seit der 1998 erfolgten Eröffnung des ersten Teilstücks der Autobahn A16 über die Ausfahrt Saint-Ursanne sowohl von Porrentruy als auch von Delémont gut zu erreichen. Die Tunnels Mont-Russelin und Mont-Terri verlaufen unter dem Gemeindegebiet. Dieser Autobahnabschnitt ist seit 2017 sowohl an das schweizerische Nationalstrassennetz als auch an das französische Autobahnnetz angeschlossen.
Am 30. März 1877 wurde die Eisenbahnlinie von Glovelier nach Porrentruy eröffnet. Das Nordportal des 2 km langen Mont-Russelin-Bahntunnels liegt bei Montmelon-Dessous, der nächste Bahnhof ist derjenige von Saint-Ursanne.

## Geschichte

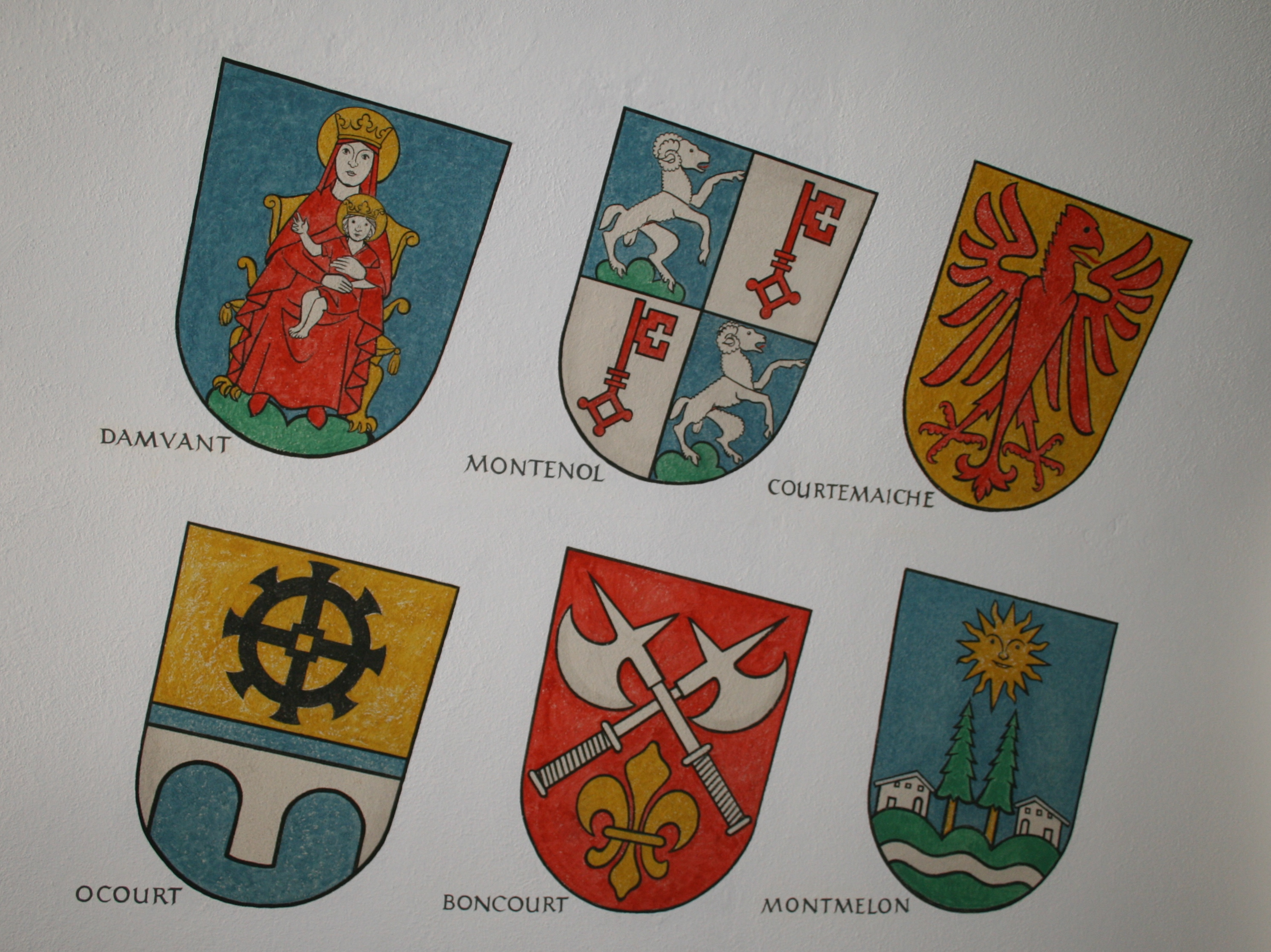
Wappen von Montmelon und 5 weiteren Gemeinden des Bezirks Pruntrut

Der Ortsname wird 1373 erstmals als Momolon und Momelot erwähnt und erscheint 1412 als Monmelon. Er setzt sich wahrscheinlich aus mont ‚Berg‘ und einem germanischen Personennamen Melo/Mi(l)lo zusammen. Montmelon wurde nach der Brandschatzung im Dreissigjährigen Krieg vorübergehend verlassen und erst später wieder aufgebaut. Von 1793 bis 1815 gehörte Montmelon zu Frankreich und war anfangs Teil des Département du Mont-Terrible, ab 1800 mit dem Département Haut-Rhin verbunden. Durch den Entscheid des Wiener Kongresses kam der Ort 1815 an den Kanton Bern und am 1. Januar 1979 an den neu gegründeten Kanton Jura. Die Gemeinde wurde auf den 1. Januar 2009 mit Epauvillers, Epiquerez, Montenol, Ocourt, Saint-Ursanne und Seleute zur neuen Gemeinde Clos du Doubs vereinigt.

## Sehenswürdigkeiten
Die verschiedenen Weiler besitzen charakteristische Bauernhäuser aus dem 18. und 19. Jahrhundert. Montmelon gehört zur Pfarrei Saint-Ursanne und hat keine eigene Kirche. Auf dem Roc de l'Autel westlich von La Caquerelle befindet sich ein Menhir aus der prähistorischen Zeit.

## Bauwerke
- Sendeturm Les Ordons